# عباد بن عبد الله بن الزبير
أبو يحيى عباد بن عبد الله بن الزبير، تابعي وأحد رواة الحديث النبوي، وقاضي مكة في عهد أبيه الخليفة والصحابي عبد الله بن الزبير، وجده هو الزبير بن العوام حواري النبي محمد.

## سيرته
ينتمي عباد إلى بيت من سادات المسلمين في عصر صدر الإسلام، فأبوه الخليفة والصحابي عبد الله بن الزبير، وأمه تماضر بنت منظور بن زبان بن سيار الفزاري، وجده لأبيه الزبير بن العوام حواري النبي محمد، وابن عمته صفية، وجدته لأبيه أسماء بنت أبي بكر أخت أم المؤمنين عائشة بنت أبي بكر، وابنة الخليفة الأول أبي بكر الصديق، وإخوته ثابت وخباب وعامر وعمر وموسى، وابنه يحيى من رواة الحديث.
كان عباد عظيم القدر عند أبيه عبد الله بن الزبير، وولاّه القضاء بمكة في خلافته، وكان الناس يظنون أن عبد الله بن الزبير سيعهد إليه بولاية عهده. وكان عبد الله يستخلفه إذا خرج إلى الحج.
وقد أنجب عباد بن عبد الله بن الزبير ثلاثة أبناء، محمد وصالح أمهما خديجة أو أم شيبة بنت عبد الله بن حكيم بن حزام، ويحيى بن عباد أمه عائشة بنت عبد الرحمن بن الحارث بن هشام بن المغيرة.

## روايته للحديث النبوي
- روى عن: أبيه عبد الله بن الزبير وجدته أسماء بنت أبي بكر وخالة أبيه عائشة بنت أبي بكر[2] والحارث بن خزمة الأنصاري وزيد بن ثابت.[1]
- روى عنه: ابنه يحيى وابن عمه هشام بن عروة وعبد الله بن أبي مليكة وابن أخيه عبد الواحد بن حمزة بن عبد الله بن الزبير وابن عمه محمد بن جعفر بن الزبير[2] وصالح بن عجلان وعيسى بن معمر وابن عمه يحيى بن جعفر بن الزبير.[1]
- الجرح والتعديل: قال عنه النسائي: «ثقة»،[1] وقال ابن سعد: «كان ثقة كثير الحديث»،[5] وذكره ابن حبان في كتابه «الثقات».[1] كما روى له الجماعة.[1]